# 1908년 하계 올림픽 사격 남자 이동 타겟 소구경 소총
1908년 하계 올림픽 사격 남자 이동 타겟 소구경 소총은 1908년 하계 올림픽 사격의 15개 세부종목 중 하나로, 1908년 7월 11일 비즐리 소총사격장에서 열렸다. 총 5개국 11명의 선수가 참가하였다.
이동 타겟 소구경 소총 종목의 장비는 .22 롱라이플과 .297/230 모리스만 허용되는 식으로 제한되었다. 확대경과 망원경은 사용이 금지되었다. 경기 시 사용된 표적은 높이 10cm, 너비 3.8cm (높이 4인치, 너비 1.5인치)의 3/4길이 실루엣이었으며, 23m (25야드) 거리에 나타나 4초 동안 3m (10피트) 반경을 가로질렀다. 표적의 위쪽 3분의 2를 맞추면 3점, 그 외에는 1점으로 계산됐다. 한 선수당 15발을 쏠 수 있었으며 최고점수는 45점이었다. 한 국가당 최대 12명의 선수가 출전할 수 있었다.

## 경기 결과
| 순위 | 선수                          | 점수      |
| ---- | ----------------------------- | --------- |
| 1    | 존 플레밍 (GBR)               | 24        |
| 2    | 모리스 매튜스 (GBR)           | 24        |
| 3    | 윌리엄 마스던 (GBR)           | 24        |
| 4    | 에드워드 뉴이트 (GBR)         | 24        |
| 5    | 필립 플레이터 (GBR)           | 22        |
| 6    | 윌리엄 핌 (GBR)               | 21        |
| 7    | 윌리엄 밀른 (GBR)             | 21        |
| 8    | 오토 본 로센 (SWE)            | 18        |
| 9    | 윌리엄 스타일스 (GBR)         | 17        |
| 10   | 레옹 종송 (FRA)               | 13        |
| 10   | 아서 와일드 (GBR)             | 13        |
| 10   | 월터 W. 위넌스 (USA)          | 13        |
| 13   | 제임스 밀른 (GBR)             | 12        |
| 14   | 앙드레 메르시에르 (FRA)       | 10        |
| 15   | 에리크 칼베리 (SWE)           | 9         |
| 15   | 빌헬름 칼베리 (SWE)           | 9         |
| 15   | 요한 휘브네르 본 홀스트 (SWE) | 9         |
| 15   | 레옹 테타르 (FRA)             | 9         |
| 19   | 에드워드 애무어 (GBR)         | 3         |
| 19   | 해롤드 호킨스 (GBR)           | 3         |
| —    | 윌리엄 힐 (ANZ)               | 도중 포기 |
| —    | 프란스알베르트 샤르타우 (SWE) | 도중 포기 |